# Onthophagus taoi
Onthophagus taoi är en skalbaggsart som beskrevs av Teruo Ochi och Masahiro Kon 2006. Onthophagus taoi ingår i släktet Onthophagus och familjen bladhorningar. Inga underarter finns listade i Catalogue of Life.